# (464553) 2016 CU40
(464553) 2016 CU40 es un asteroide perteneciente al cinturón de asteroides, descubierto el 30 de mayo de 2013 por el equipo Spacewatch desde el Observatorio Nacional de Kitt Peak (Arizona, Estados Unidos).